# Prosopeia
Prosopeia Bonaparte, 1854 è un genere di uccelli della famiglia degli Psittaculidi.

## Tassonomia
Il genere Prosopeia comprende le seguenti specie:
- Prosopeia splendens (Peale, 1848) - pappagallo splendente cremisi
- Prosopeia personata (G.R.Gray, 1848) - pappagallo splendente mascherato
- Prosopeia tabuensis (J.F.Gmelin, 1788) - pappagallo splendente rosso